# The Genus Echinocereus
The Genus Echinocereus (abreviado Gen. Echinocereus) es un libro con ilustraciones y descripciones botánicas que fue escrito por el botánico inglés Nigel Paul Taylor y publicado en el año 1985.
Es un estudio botánico  de las 44 especies aceptadas y 56 variedades descritas del género Echinocereus. Las notas sobre la historia del género son seguidas por consejos generales sobre el cultivo.